# Diosaccus varicolor
Diosaccus varicolor är en kräftdjursart som först beskrevs av Farran 1913.  Diosaccus varicolor ingår i släktet Diosaccus och familjen Diosaccidae. Inga underarter finns listade i Catalogue of Life.